# مقاطعة قميشان
مقاطعة قميشان‌ (بالفارسية: شهرستان گمیشان) هي إحدى مقاطعات محافظة غلستان في إيران. كان عدد سكان المقاطعة سنة 2006 حوالي 58,725 نسمة.